# Arroio São Lourenço
Arroio São Lourenço är ett vattendrag i Brasilien.   Det ligger i delstaten Rio Grande do Sul, i den södra delen av landet, 1 800 kilometer söder om huvudstaden Brasília.